# Eois arenacea
Eois arenacea là một loài bướm đêm trong họ Geometridae.